# Pitots sats

En tangentfyrhörning med hörnen A, B, C, D.

Pitots sats, uppkallad efter den franske ingenjören Henri Pitot som bevisade den 1725, är en sats inom euklidisk geometri som säger att summan av två motstående sidor i en tangentfyrhörning är lika med summan av de två andra motstående sidorna.
Satsen är en följd av att avstånden längs två ickeparallella tangenter till en cirkel från deras respektive tangeringspunkter till deras gemensamma skärningspunkt är lika (se den övre figuren till höger). En tangentfyrhörning har ju fyra hörn och sålunda finns det fyra par av lika långa sträckor. Längden av en sida i fyrhörningen kan såklart skrivas som en summa av två sådana tangentlängder. Sålunda, eftersom två motstående sidor består av en vardera av de fyra tangentlängderna (a, b, c, d i nedre figuren till höger), och det andra paret av motstående sidor gör detsamma, är summan av två motstående sidor lika med summan av de andra två. Alltså, för en tangentfyrhörning har vi: 
{\displaystyle |AB|+|CD|=(a+b)+(c+d)=(b+c)+(a+d)=|BC|+|DA|}
Det omvända förhållandet, att en cirkel kan inskrivas i varje fyrhörning vars par av motstående sidor har samma summa, bevisades av den schweiziske matematikern Jakob Steiner 1846.
Sålunda är en fyrhörning en tangentfyrhörning om och endast om dess konsekutiva sidor AB, BC, CD och DA uppfyller likheten |AB| + |CD| = |BC| + |DA|.
Pitots sats kan med samma resonemang enkelt utvidgas till att gälla alla tangentpolygoner med ett jämnt antal sidor: I en tangentpolygon med ett jämnt antal sidor är summan av längderna av varannan sida lika med summan av längderna av de övriga sidorna.